# Bessenyei Ferenc Művelődési Központ
A Hódmezővásárhelyen megvalósult Bessenyei Ferenc Művelődési Központ (korábban: Petőfi Sándor Művelődési Központ) épületeket 2012-ben adták át, Kossuth tértől 200 méterre található. Az Agóra programon keresztül történt a megvalósítása. István Attila szervezőként dolgozott a 2014-ben bekövetkezett haláláig a művelődési központban.

## Története
Az 1953-ban átadott szovjet szocialista realizmus stílusú épületet pirosra festették. Bővítésre került sor, a bejáratnál átalakították a teret. A ruhatár, recepció, pénztár, főlépcső új külsőt kapott.
A gyertyánsövényes Rapcsák utca, a Hódi utca és a Deák Ferenc utca határolja a Művelődési Központ épületét.
Görögkeleti templomot találunk a Bessenyei Ferenc Művelődési Központ szomszédságában. A görögkeleti püspökségi iroda a művelődési központba került.
2012 augusztusában gálával, Bessenyei-kiállítás megnyitójával kapcsolták össze a Bessenyei Ferenc Művelődési Központ megnyitóját. A tárlatot Somogyi Zsolt a Bajor Gizi Színészmúzeum vezetője hozta össze.
Bessenyei Ferenc színházi munkásságát fotókat, életrajzát bemutató tablókon keresztül ismerhette meg a közönség. Munkásságának nevezetes évköveit Bánk bán tabló, Orosz klasszikusok tabló, Kossuth, Széchenyi, Görgey tabló, Shakespeare tabló, Othello tabló, Németh László tabló, Kós, Móricz, Illyés tabló, Zenés játékok tabló taglalta.
Az aula 1962-63-as freskóját Németh József művész készítette, mondai női jelenetet ábrázolt az alkotó. A művelődési központot 2008-ban műemlékké nyilvánították. A 2012-ben elhunyt Ifj. Janáky István és az Ybl Miklós-díjas Janáky György készítette a 2012-es bővítését. Jelenleg 353 fő számára van lehetőség egy előadáson, konferencián részt venni. A színpad, előszínpadot beleszámítva 120 négyzetméteres. 40 fős a zenekari árok. Színpadgépészet, világítás modernizálva lett.
2012-es újdonság a kettő tolmácsfülke a nemzetközi konferenciákhoz. Az épület a foglalkoztató műhelyeknek helyet adó pince részlegének növelésével lett bővítve, egy teraszt alakítottak ki a pince tetőterénél, ahova egy külső rámpáról is megközelíthető.
A mozgásművészeti foglalkozásokhoz próbatermet alakítottak ki. A táncszakköröket a felső szinten tartják a többfunkciós teremben. Rengeteg általános művelődési központi programokat találhatnak a tanulni vágyók, lehetőség van a szobrászat, festészet, tűzzománc, tánc- és mozgáskultúra, színjátszó szakkörök, tehetségkörök művészeteket gyakorolni, számítástechnika órákhoz lehet bekapcsolódni. A bővítések új épületben kaptak helyet. A korábbi 1948/1949-as épületen, amit téglaburkolat és hullámpalafedés jellemez, annak tömegformálásán nem változtattak egyáltalán.
A Rapcsák utca felől a gyertyánsövény felőli résznél a járókő vörös téglaburkolatú. A mélyített udvarból felmenve első emeleti foyer-ről a főterembe juthatunk, ahova korábban közvetlenül a földszintről is bemehettünk. A főteremnek a dőlésszöge megváltozott, az akusztikai értékek javítása miatt, ezért nem lehet közvetlenül a földszintről a terembe jutni. Többfunkciós termet hoztak létre a második emeleten az előcsarnoki szárnynál. A színházterem  új fa akusztikai álmennyezetet kapott. A színpadot, szcenikát közvetlenül meg lehet közelíteni az előcsarnokból.
A művelődési központnak van egy 40 négyzetméteres külső, szabadtéri színpadja is tavaszi programokra. 2013-ban fellépett az Árendás Néptáncegyüttes.

## Külső hivatkozások
- Bessenyei Ferenc Művelődési Központ